# 唐繼堯

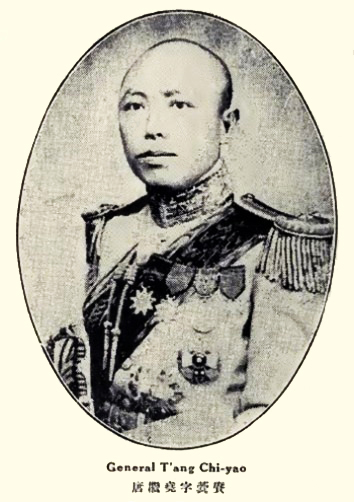

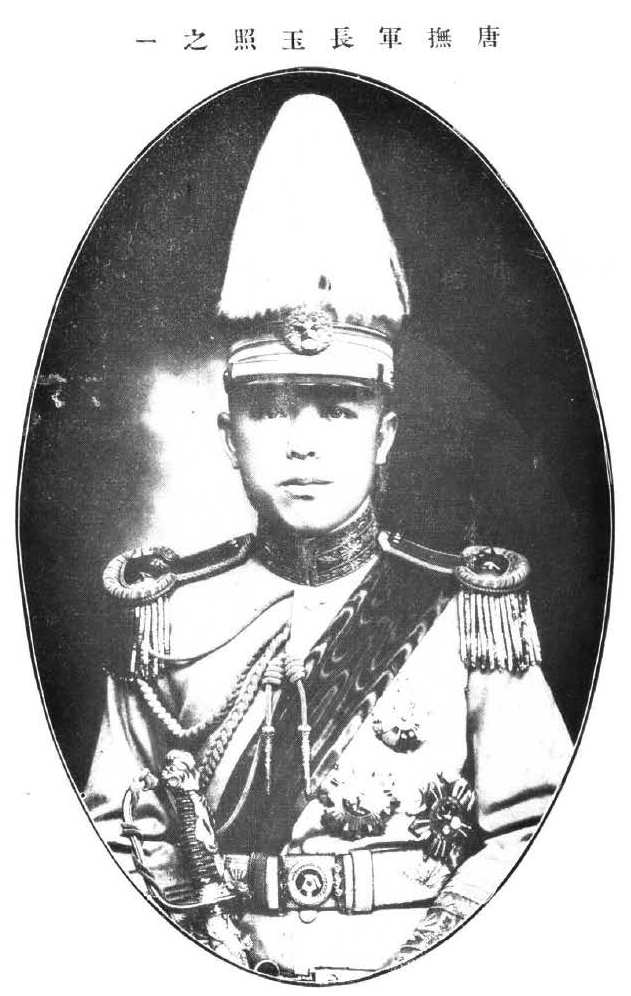

唐繼堯（1883年8月14日—1927年5月23日），字蓂賡，雲南會澤人，中國军事人物，滇軍創始人與領導者。他於1915年宣佈雲南獨立，发动护国战争，被視為袁世凱下臺原因之一。一度與國民黨合作，1925年欲討伐國民黨，但半途遭到桂系的李宗仁擊敗，勢力大減，1927年部下龍雲、胡若愚等發動兵變而被禁錮，尋病卒，一說被龍雲處死。

## 生平

### 清代
1903年，唐繼堯考上清朝秀才，1904年留學日本，就讀東京振武學校。1905年，加入同盟會。1906年5月，振武学校毕业，到日本陆军金泽第九师团炮兵第九联队见习，为二等兵。见习一年期满后，于1907年6月升入日本陆军士官学校第六期深造，1908年10月毕业。同期同学有孙传芳、刘存厚、李根源、罗佩金、李烈钧、程潜、尹昌衡等人。
1909年初，离开日本，经仁川、汉城、滿洲、天津回北京，按清政府规定，参加了北京的再考试，并受到军机大臣召见。然后南下，取道英屬香港、法属越南，返回云南。任督练公所参谋处提调、昆明讲武堂教官、陆军第十九镇管带。

### 民國時代
1911年辛亥革命，唐继尧受蔡锷之命率滇军援贵州立宪派，被推为贵州都督。
1913年，他支持袁世凱，參與鎮壓孫中山二次革命，攻打四川熊克武率領軍隊。同年10月，他繼蔡鍔任雲南都督。
1915年12月，这时袁世凯正筹画称帝，蔡锷、李烈钧、戴戡等人潛抵云南，经商议后，23日，唐继尧先与任可澄致电北京，要求袁世凯擁护共和及将杨度、孙毓筠等12人处刑，限于25日答覆。因为得不到北京回复，25日，他便與蔡鍔、任可澄、刘显世、戴戡聯名宣佈云南独立，自称“护国军”，唐继尧任云南都督兼领护国军第三军总司令官，蔡锷出任第一军司令官，李烈钧为第二军司令官，护国战争因此爆发。云南独立被评作中華帝國失敗主因。1916年，护国战争结束后，他依旧担任云南督军兼省长。
1917年7月，張勳擁溥儀復辟，唐繼堯編組滇軍為「靖國軍」，銳意北伐，但張勳很快便被段祺瑞打敗，剛巧戴戡與劉存厚交戰後被殺，段祺瑞無意懲處劉存厚，這時孫文在廣州以護法名義反對段祺瑞政府，8月11日，唐繼堯亦以護法為藉口，宣告雲南脫離中央，派兵入川，為戴戡報仇。9月1日，非常國會推舉孫文為中華民國軍政府大元帥，又選陸榮廷和唐繼堯為元帥，可是唐、陸二人先後辭任。1918年唐繼堯被推為護法軍總裁之一，并任滇川黔鄂豫陝湘閩八省靖國聯軍總司令。
1921年2月9日，驻川靖国滇军第一军军长顾品珍返回昆明，唐被驱逐。3月份孫中山、唐紹儀、伍廷芳三廣州軍政府總裁聯名電請「唐蓂帥到廣州共商大計」，邀請唐出任廣州軍政府第四位總裁。
1922年3月顾品珍被土匪吴学显部偷襲戰死，唐回滇复任滇督，同月在陳炯明的勸說下，表示不會支持國民黨北伐。
1923年，创立东陆大学（今云南大学的前身）；組織民治黨，倡導聯省自治並堅持反共。
1924年孙中山曾任唐继尧为广州大元帅府副元帅，唐未接受。1925年3月孙中山去世后，唐忽而就职，但是国民党不予承认。唐继尧命龍雲、胡若愚、唐继虞、卢汉率滇军主力7万人东進，企图推翻广州国民政府，并向广西的李宗仁开出“上、中、下”三策：上策与唐合作，联军入粤；中策接受700万银圓租金並借道予滇军；下策与滇军開戰。李宗仁毅然拒絕唐並與其開戰，是為滇桂戰爭。双方激战至7月，7万滇军居然被2万桂军击败，溃退撤軍，滇軍自此一蹶不振。
1925年10月，中国致公党在美国旧金山成立，推举陈炯明为总理，唐继尧为副总理。
1927年2月6日，其部下龍雲、胡若愚、张汝骥、李选廷四镇守使发动兵谏，唐继尧被迫交出雲南政權。同年5月23日病逝于於昆明（有说唐继尧被處死），終年四十五歲。

## 逸事
唐继尧曾在1926年电影《洪宪之战》（张普义导演，男主角为马徐维邦）中扮演自己。

## 評價
中華民國總統褒揚令：「故陸軍上將唐繼堯，於洪憲叛變之際，首義滇疆，聲討帝制，保障民國；卒使奸回奪魂，國基重固，革命大義，於以昭宣，志節勁於風霜，勛業炳於奕視。當此起義紀念之日，彌深追懷前烈之思，唐繼堯應特予國葬，以示崇敬，而資矜式。此令。」